# Stenbro

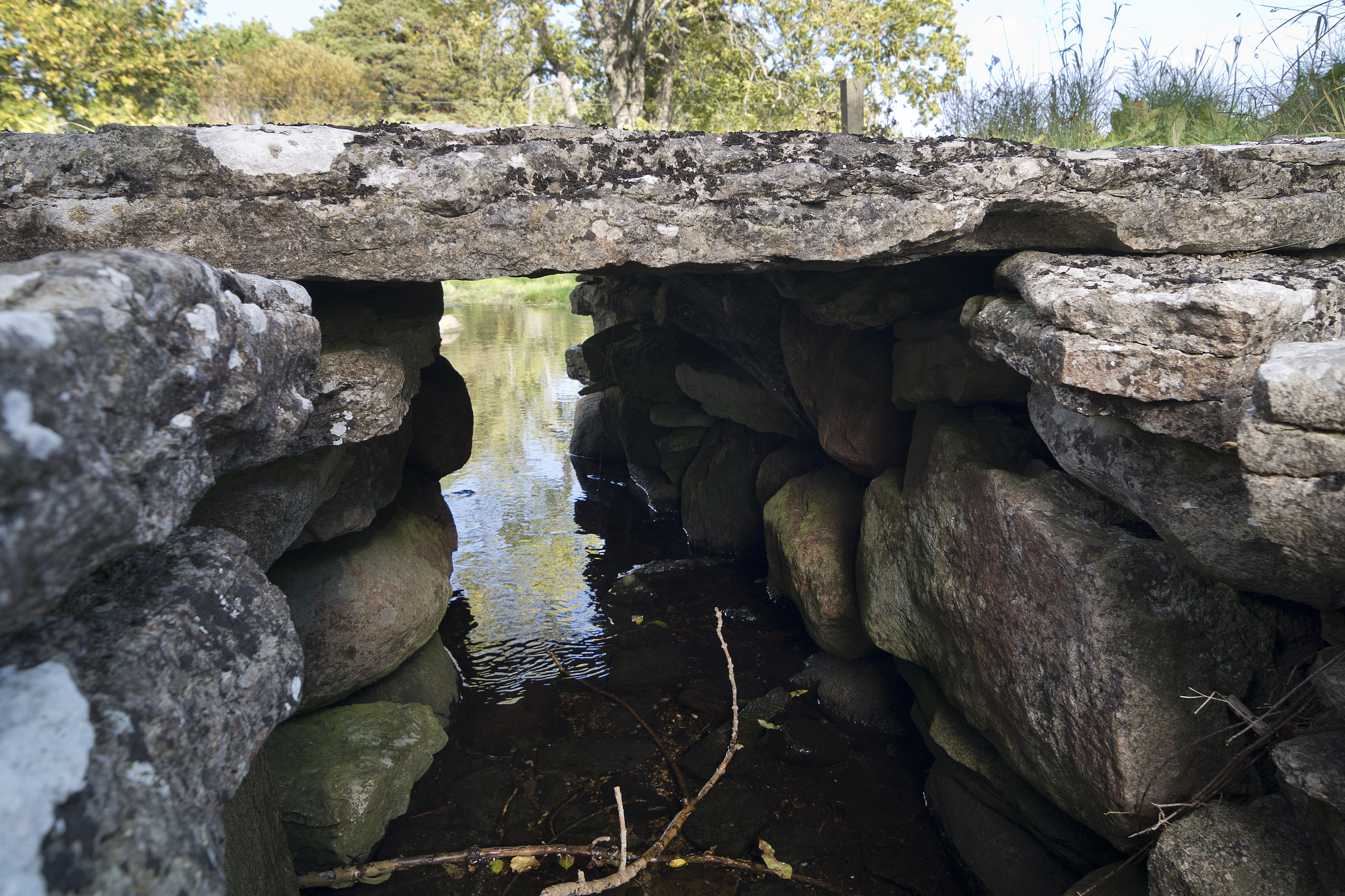
Hällbro, Bro offerkälla på Gotland

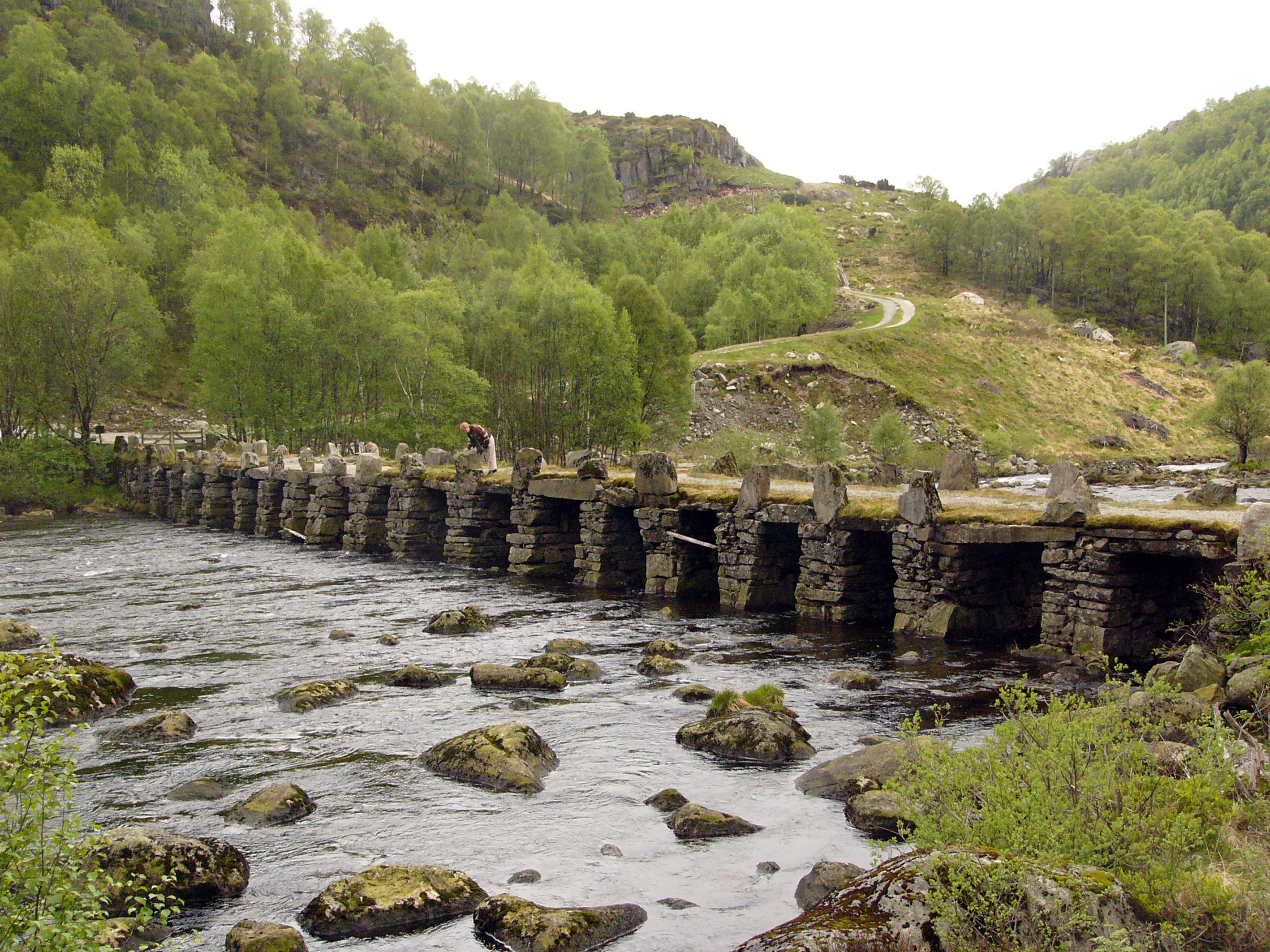
Stenhällsbron Terland klopp i Eigersunds kommun i Norge

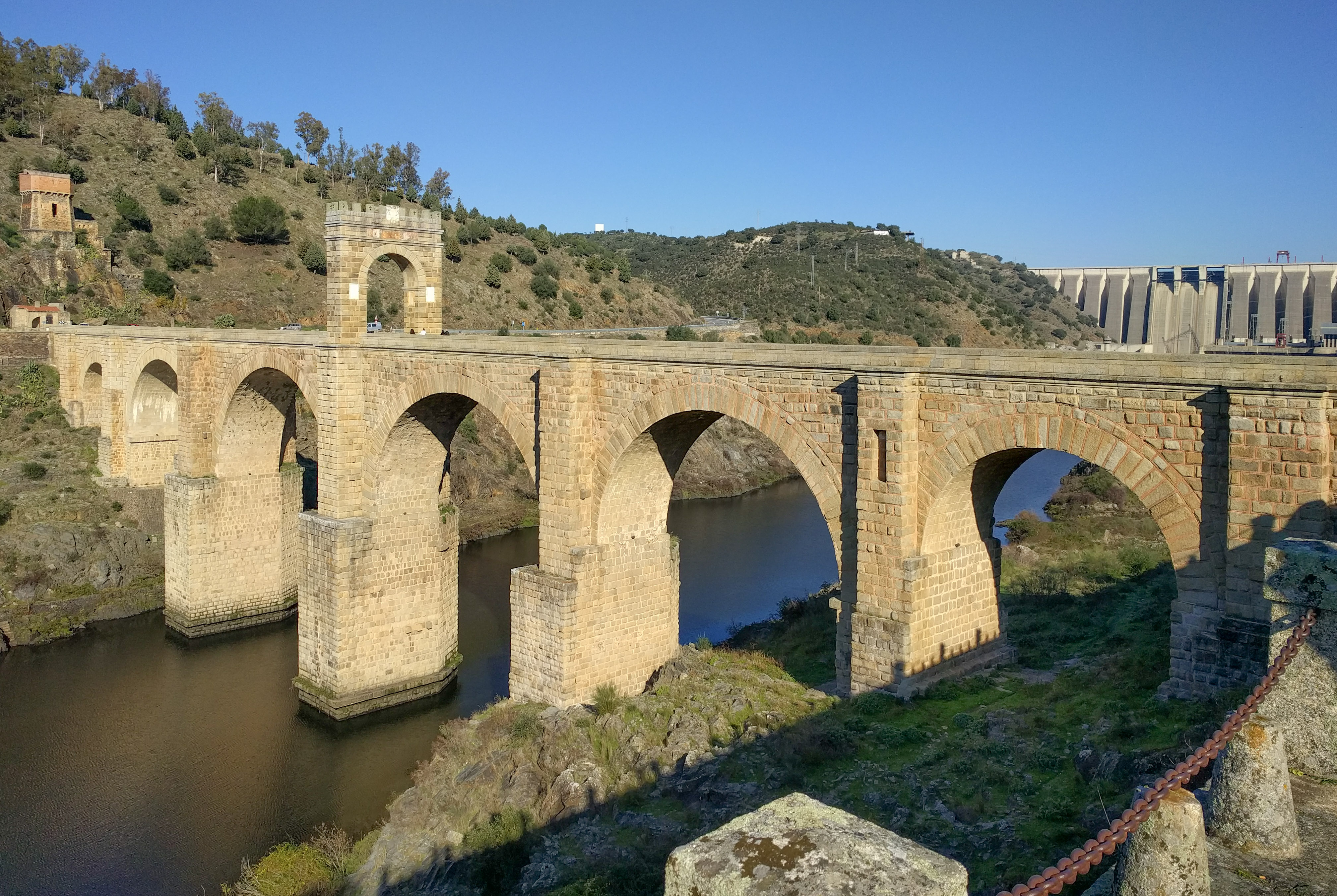
Alcántarabron i Spanien

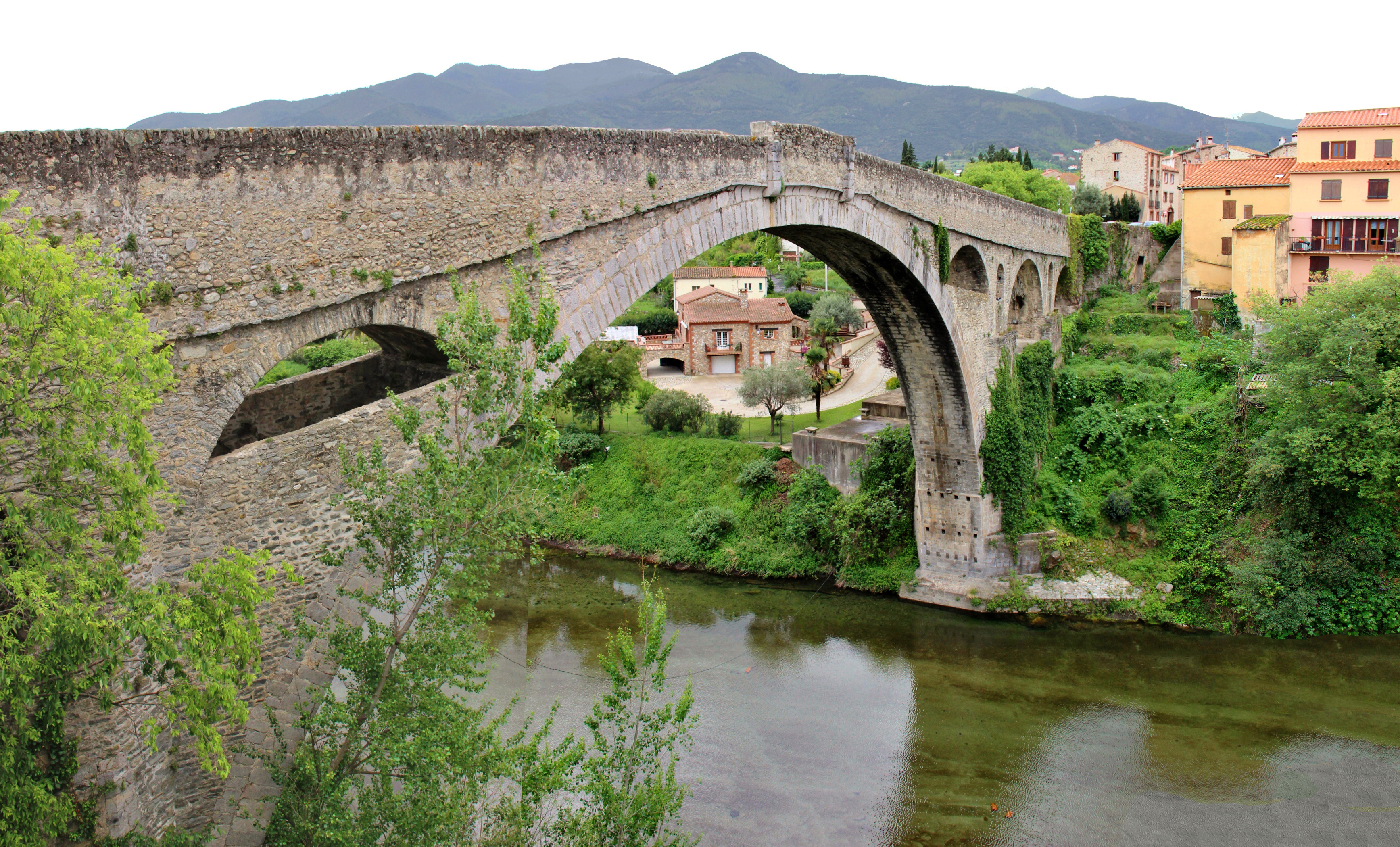
Valvbron Djävulsbron i Céret i Frankrike

Stenbro är en bro av sten, där inte endast bropelarna, utan också överbyggnaden är gjord i sten.

## Broar utan valv
Stenbroar byggdes tidigast som kragbroar och efter hand med mer avancerad teknik som stenvalvbroar. Över smala överbryggningar kunde broar ha ett enda spann, på vilken överbyggnaden lades.

## Bågbroar
Romarnas halvklotsvalv kunde ha upp till 28 meters längd (Alcántarabron). En sådan geometrisk form i sten kan tillåta upp till omkring 43 meter, som med Djävulsbron i Frankrike.
Med den på medeltiden introducerade spetsbågen kan med sten kunde med Trezzo sull'Adda-bron i Lombardiet på 1370-talet nås en spännvidd på 72 meter. 

## Bildgalleri

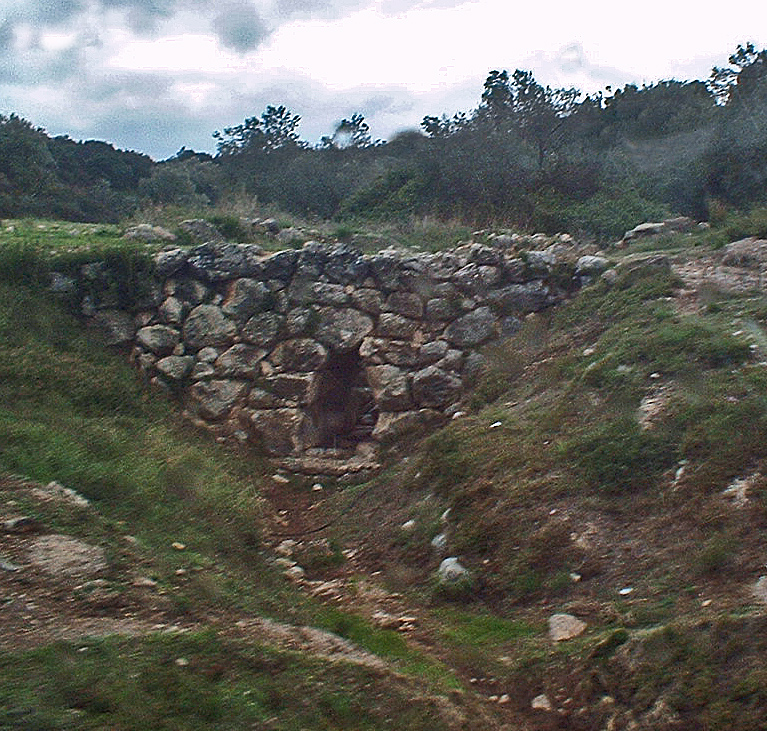
Arkadikobroarna från Mykene, vägen mellan Nafplio och Lygourio på Peloponnesos i Grekland
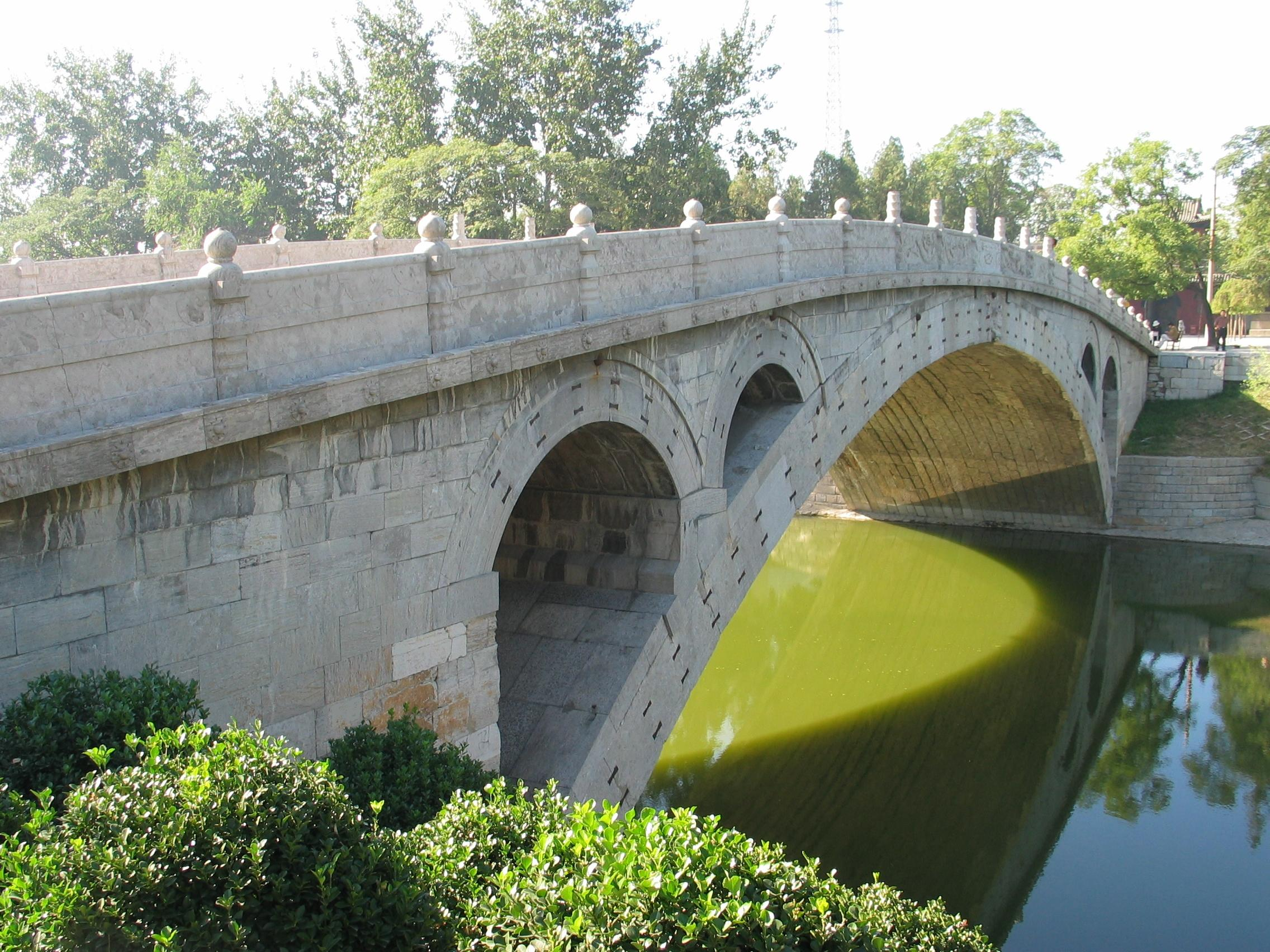
Anjibron i Zhao Xian, Shijiazhuang, Hebei i Kina, byggd 595–605 efter Kristus under Suidynastin, världens äldsta valvbro av sitt slag
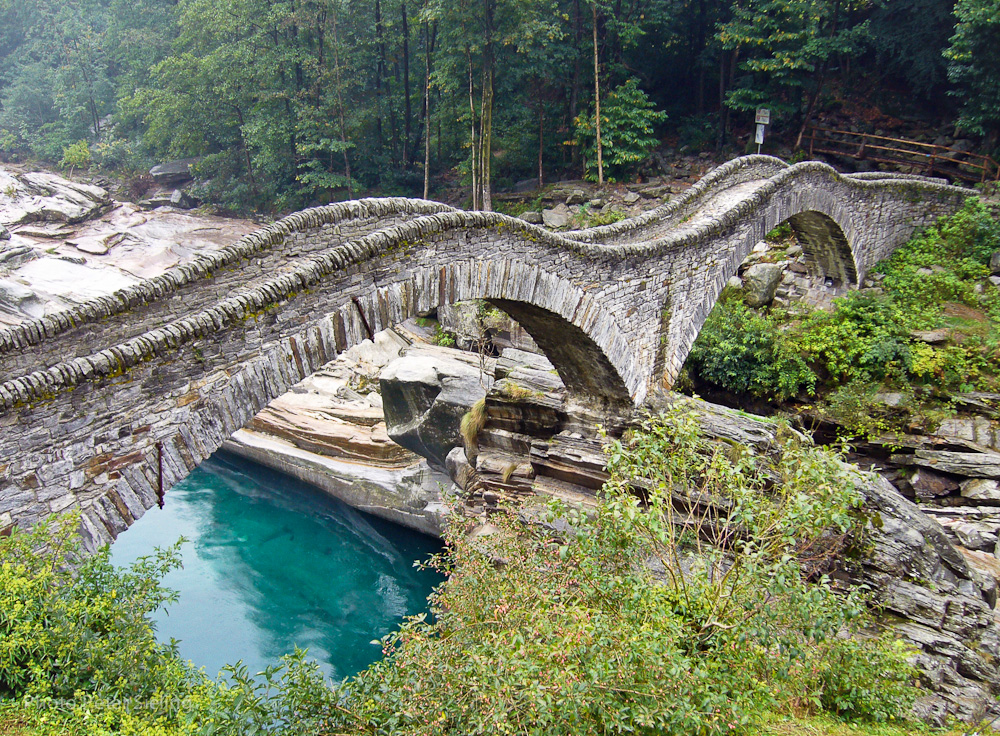
Ponte dei Salti, fotgängarbro i Ticino i Schweiz, från 1600-talet
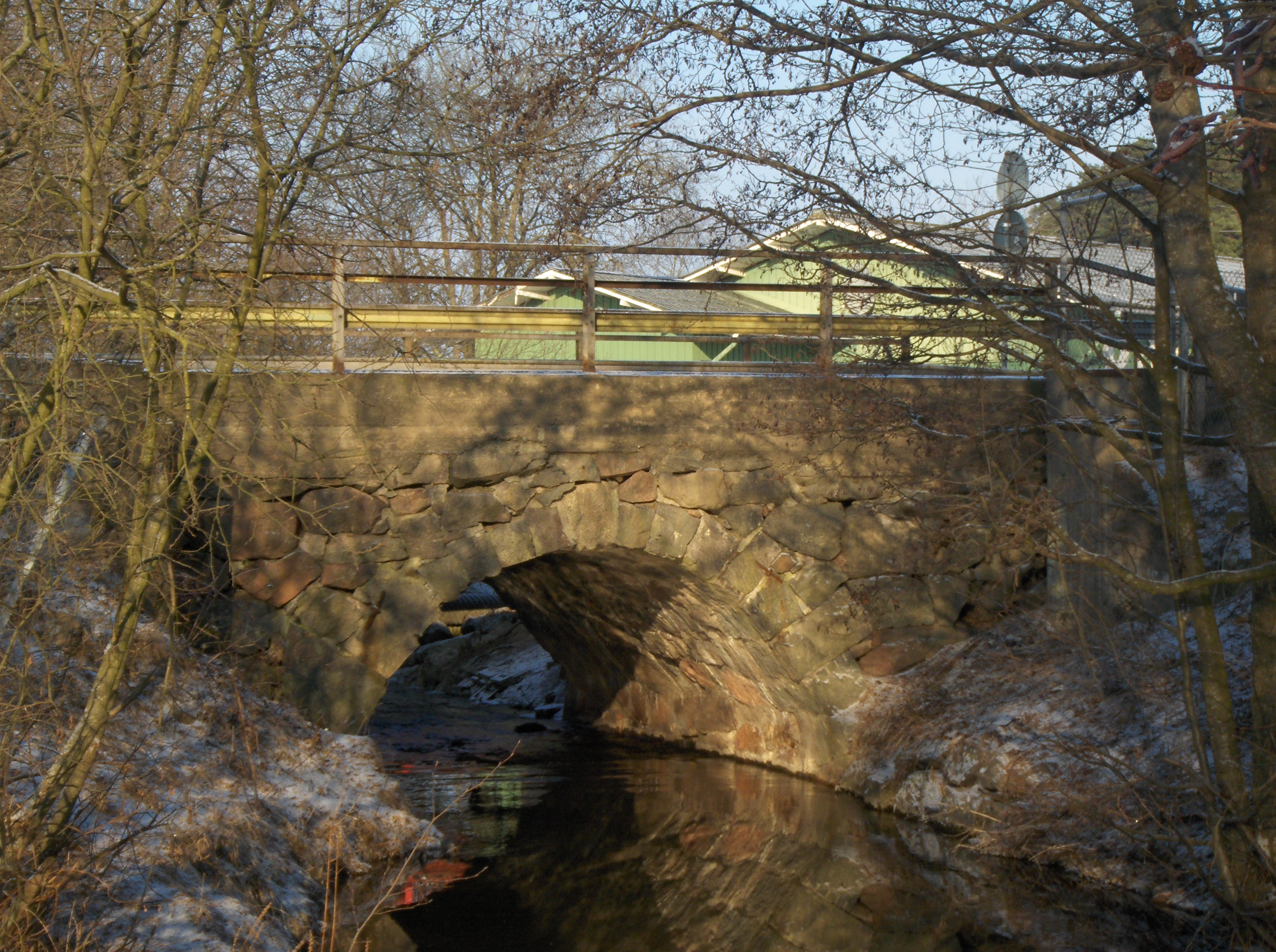
Bron över Edsån i Rotebro, byggd 1856